# Ilha Somerset (Canadá)

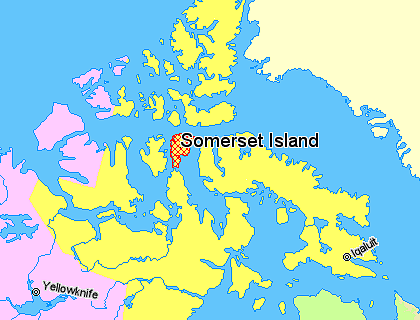
Ilha Somerset, Nunavut, Canadá.
Nunavut
Territórios do Noroeste
Québec
Gronelândia

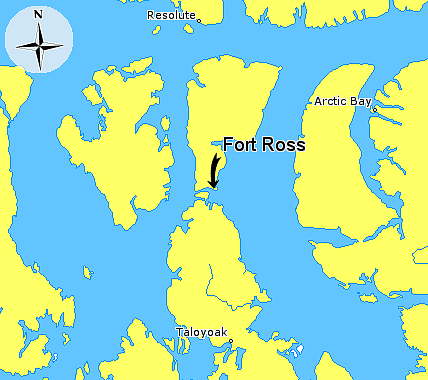
Fort Ross, Ilha Somerset, Nunavut, Canadá.

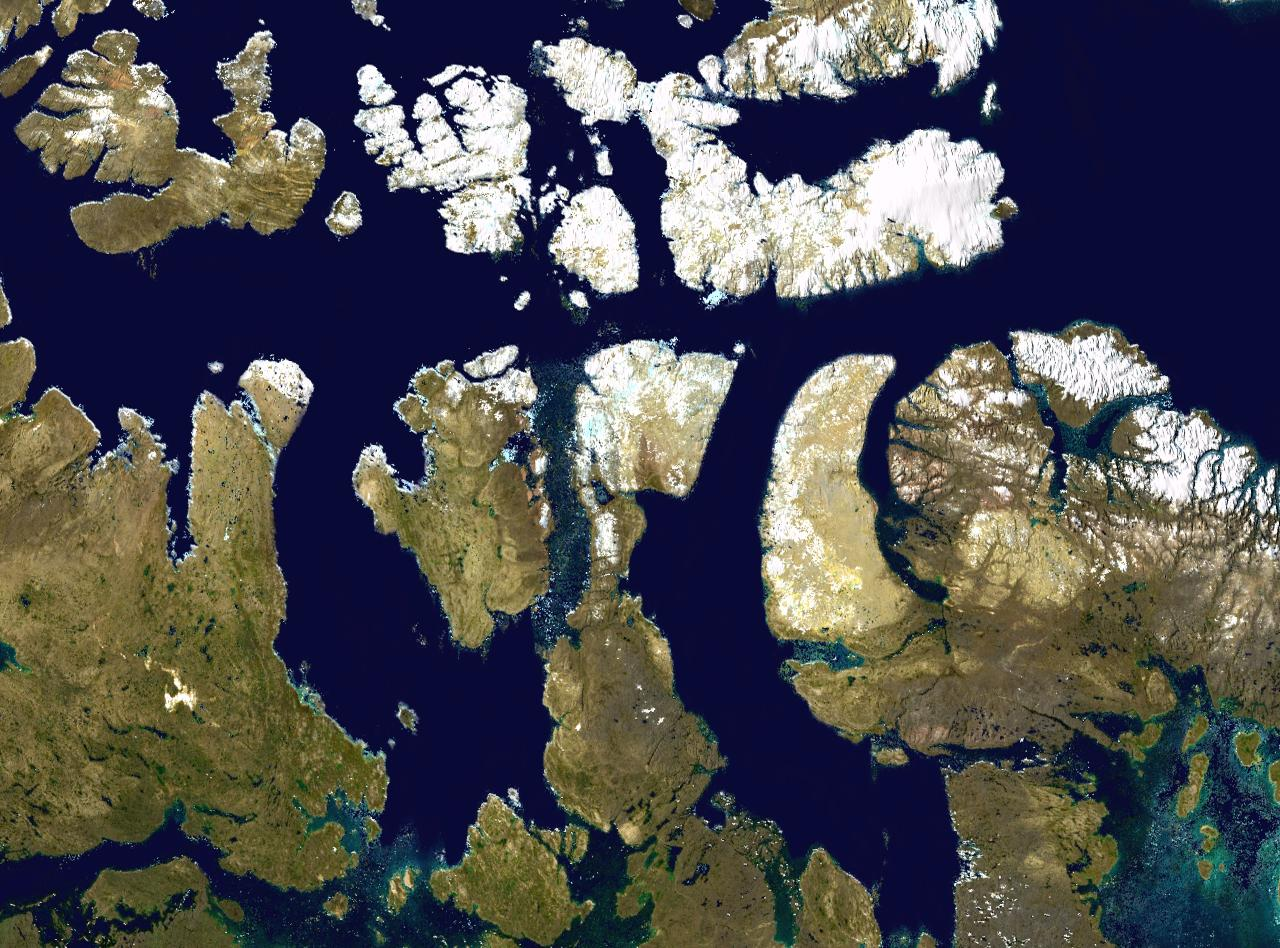
Montagem de imagens de satélite da ilha Somerset e ilhas próximas

A Ilha Somerset (73° 15′ N, 93° 30′ O) é uma grande ilha do Arquipélago Ártico Canadiano a norte da península de Boothia da qual é separada pelo estreito de Bellot, com apenas 2 km de largura. Situada em Nunavut (região de Qikiqtaaluk), tem uma área de de 24 786 km², o que a torna a 46.ª maior ilha do mundo e a 12.ª do Canadá. É desabitada.

## História
Cerca de 1000, a costa norte da ilha Somerset era habitada pelo povo Thulé, como testemunham os ossos de baleia, túneis e ruínas de pedra. No final de 1848, James Clark Ross, comandante de dois navios, chega a Port Leopold pela costa norte para passar o Inverno. Em Abril, lançou uma exploração da ilha em trenó.
Em 1937 o posto de comércio Fort Ross (72° 00′ 00″ N, 94° 13′ 59″ O) foi criado pela Companhia da Baía de Hudson no sudeste da ilha. Apenas onze anos depois foi fechado, pois as condições climatéricas e as dificuldades de acesso tornavam a sua exploração não rentável. A ilha ficou então desabitada. A antiga loja e a casa próxima são usadas como abrigo pelos Inuits de Taloyoak, caçadores de caribu.
Os locais históricos, a fauna e o acesso fácil a partir de Resolute (Nunavut), fizeram da sua costa nordeste um destino turístico.